# Ramon Puyol Roman
Ramon Puyol Roman (Algesires, 25 de febrer de 1907 - 1981) fou un pintor i escenògraf espanyol.
Era nebot del també artista José Román. Va ser l'autor del cartell per al bàndol republicà que contenia la frase "No passaran", en la qual es va inspirar Dolores Ibárruri, Pasionaria, en un dels seus famosos discursos del començament de la Guerra Civil Espanyola.
Quan era jove viatjà a Madrid on ingressà a l'Escola de Belles Arts de San Fernando on va conèixer als artistes més importants del seu temps (Lorca, Alberti). Va viure i va treballar a París, Moscou i Roma.
Va treballar a les escenografies de diverses obres de rellevància com "La Chinche" de Vladimir Maiakovski. Va dur a terme nombroses il·lustracions a tot tipus d'obres literàries i va col·laborar amb la premsa comunista (Mundo Obrero, Frente Rojo...), el 1933 guanyà la medalla d'or de l'Exposició Nacional de Pintura.
El 1937 va realitzar el mural de la Segona República Espanyola en l'Exposició Internacional de París, també va portar a aquesta nombroses litografies utilitzades en la propaganda republicana i destacats cartells del bàndol republicà durant la Guerra Civil espanyola.
En acabar la guerra va ser empresonat i després de dues condemnes a afusellament que no es van dur a terme va ser condemnat a treballs forçats en la restauració de frescs del Escorial i al Palau Reial de Madrid. Quan va ser alliberat va subsistir pintant portes fins que novament va aconseguir feina a la revista "La Móvil". Va tornar a la seva ciutat de naixement el 1968, on moriria el 4 d'agost de 1981.
El 2016 els hereus de l'artista van reclamar al Museu Nacional d'Art de Catalunya diverses obres, dos olis (Descans al front i Al front) i deu litografies que el museu té a la seva col·lecció. El museu va començar converses amb la família, indicant però que només és dipositari de les obres, propietat del Ministeri de Cultura Espanyol.